# 天武無闘流柔術
天武無闘流柔術 (てんむむとうりゅうじゅうじゅつ)は、越中（現在の富山県）に伝わる柔術の一派。
現在行われているものは、同流の十代目・佐々木武久の流れを汲むものである。

## 名称と歴史
同流は「無闘流」「天武暁無闘流」「天武無斗流」など、いくつかの名称で呼ばれる。それぞれ使い分けがなされる場合もあるが、広義には同一の流派である。（ここでは「斗」は「闘」の略字ではなく、別の意味を持って用いられている）
古伝の無闘流は、平家一門の流れを汲み、越中に三百十数年以前に、流祖・佐々木家束柾奈が伝承したもので、佐々木家代々に一子相伝で伝えられてきた流派である。
流祖は幼少の頃より武術を好み、夢の中に探し求めた妙術を開かんと、昼夜わかたず魂気を投じて修業に精進したが、ようとして察する所あらず、ほとほと思案に暮れ、諸国に出て実践を貴重する修行中、所作に頼むまず心を以って当たらば、身は陰陽に従い絶妙を成す也との神伝を授かり、後に天、文、理、陰、陽に至る兵法を開眼し、一領一党を守護する武術として相伝されてきた。
「無闘流」は後述のように、柔術のみならず幾種類もの武器術を含む総合武術であり、九代目・十代目の宗家が同流の拍打術・体挫術を母体に整理したものが、狭義の「天武無闘流柔術」とも言える。
十代目の佐々木武久亡き後、柔術としての天武無闘流を愛知県名古屋市において、愛知県本部首席範士の井上泰が継承し、天武無闘流柔術会の看板で開講している。その様子は同会のウェブサイトから知ることができる。
また、佐々木武久は存命中に「相生道」という名称で現代武道としても発展・分派させており、こちらは相生道本院の指導のもと、大学（多摩美術大学の部活動)のほか、愛知県下数カ所のスポーツセンターなどで開講されている。

## 特徴
その術技体系は剛像系（こわて）という、突き・蹴りを主とした当身技。柔像系（やわて）という
投げ・関節・絞め・抑えを主とした技及び武器術（棒術・抜刀術・ぶんぶんばり術等）が主体となるが
古柔術の流派としては、打撃技が多いのが注目される点である。
特に、体技（受け身）の動きを活用した「空転蹴り」相手の投げを利用した「忍手浴びせ蹴り」受け身
した位置から蹴る「地斜蹴り」等は他流に見られない天武無闘流柔術最大の特徴であろう。

## 古伝の技法

### 素手の技術
- 拍打術
- 体挫術
※現代無闘流や相生道の原型は上記二つだが、伝書の写しからは他の名称も見て取れる。これが同じ技法か否かは未詳。

### 武器術
- 剣術
- 抜刀術
- 居合術（同流においては、抜刀術とは別物。）
- 棒術
- 寄り棒術
- 半棒術
- 鎖鎌術
- ぶんぶんばり術／連鎖三角棒術
「ぶんぶんばり（漢字表記なし）」は、無闘流で最も特徴的な武器。外見は巨大なヌンチャクの如きもので、二尺の丸棒を鎖で繋いだ形をしている。
元々の形態は三節棍に類似した形状を持つ「連鎖三角棒」で、三節のうち真ん中の二尺の棒を鎖に替えたものを「ぶんぶんばり」と呼び、六尺の棒と戦う型が伝えられている。
- 銑鋧術（手裏剣術）
「銑鋧」は辞書的には「せんけん」と読み、手裏剣の意。この漢字表記で「しゅりけん」と読ませるが、分かりやすいよう「手裏剣」の表記を用いることも多い。
基本的に棒手裏剣を用いるが、指導者によって直打法・転打法どちらを先に教えるかは異なる模様。
- 十手術
- その他、失伝したとされるものには契木術（他の名称で呼ばれる）、夜行術（忍術）、短刀術、金砕棒術、礫術、早縄術、鉄扇術、鼻捩術（正式名称不詳）など。